# Eopsaltria georgiana
Eopsaltria georgiana es una especie de ave paseriformes, perteneciente a la familia Petroicidae, del género Eopsaltria.

## Localización
Es una especie de ave endémica de Australia.